# Бодрийяр, Альфред
Альфред-Анри-Мари Бодрийяр (фр. Alfred-Henri-Marie Baudrillart; 6 января 1859, Париж, Франция — 30 мая 1942, там же) — французский кардинал, историк и писатель. Член Французской академии (1918). Титулярный епископ Эмерии Осроенской с 29 июля 1921 года по 12 апреля 1928 года. Вспомогательный епископ Парижа с 29 июля 1921 года по 16 декабря 1935 года. Титулярный архиепископ Мелитене с 12 апреля 1928 года по 16 декабря 1935 года . Кардинал-священник с 16 декабря 1935 года, с титулом церкви Сан-Бернардо-алле-Терме с 19 декабря 1935 года.

## Исторические труды
- Madame de Maintenon (1882)
- Présentations de Philippe V à la Couronne de France (1887)
- Rapport sur une mission en Espagne aux archives d'Alcale de Henares et de Simancas (1889)
- Philippe V et la Cour de France, 5 vol. (1889-1901)
- De cardinalis Quirini vita et operibus (1889)
- Comment et pourquoi la France est restée catholique au XVIe siècle? (1895)
- Les Normaliens dans l'Église (1895)
- La France chrétienne dans l'histoire (1896)
- Le renouvellement intellectuel du clergé de France au XIXe siècle (1903)
- L'Église catholique, la Renaissance, le Protestantisme (1904)
- Lettres du duc de Bourgogne au roi d'Espagne Philippe V et à la reine, 2 vol. (1912)
- Benoît XV (1920)
- La Très Vénérable Camille de Soyecourt ou Celle qui n'a pas eu peur (1941)